# Het recht
Het recht (met als ondertitel: Proeve van een dialoog) is een hoorspel van Toos Staalman. De AVRO zond het uit in het programma In een notedop op donderdag 9 mei 1968. De regisseur was Emile Kellenaers. De uitzending duurde 13 minuten.

## Rolbezetting
- Eva Janssen
- Huib Orizand

## Inhoud
In dit hoorspel eist een man zijn vrijheid. Hij vindt dat hij recht heeft op geluk, maar zijn vrouw vindt dat hij dit recht heeft ingeruild tegen plichten toen hun kinderen geboren werden. Volgens haar zijn zij de enigen die aanspraak kunnen maken op rechten…